# Apanteles hamakii
Apanteles hamakii är en stekelart som beskrevs av Watanabe 1932. Apanteles hamakii ingår i släktet Apanteles och familjen bracksteklar. Inga underarter finns listade i Catalogue of Life.